# Spathius philotas
Spathius philotas är en stekelart som beskrevs av Nixon 1943. Spathius philotas ingår i släktet Spathius och familjen bracksteklar. Inga underarter finns listade i Catalogue of Life.